# Mariankowo (województwo zachodniopomorskie)
Mariankowo – kolonia w Polsce położona w województwie zachodniopomorskim, w powiecie stargardzkim, w gminie Marianowo. Miejscowość wchodzi w skład sołectwa Marianowo, 2,5 km na północny wschód od Marianowa (siedziby gminy) i 18 km na północny wschód od Stargardu (siedziby powiatu).
W latach 1975–1998 miejscowość administracyjnie należała do województwa szczecińskiego.